# Detlef Kirchhoff
Detlef Kirchhoff (ur. 21 maja 1967 w Halberstadt) – niemiecki wioślarz. Trzykrotny medalista olimpijski.
Urodził się w NRD i do zjednoczenia Niemiec startował w barwach tego kraju. Brał udział w czterech igrzyskach olimpijskich (IO 88, IO 92, IO 96, IO 00), na trzech zdobywał medale. W 1988 w barwach NRD był drugi w dwójce ze sternikiem. Dla Niemiec dwa medale olimpijskie wywalczył w prestiżowej ósemce - srebro w Atlancie i brąz w Barcelonie. Trzykrotnie zostawał mistrzem świata, po złoto sięgając w 1990 w czwórce ze sternikiem 1990, w ósemce w 1995 i w dwójce bez sternika w 1998. W tej konkurencji był też srebrnym medalistą w 1993.